# Volta a Andalusia 1958
La Volta a Andalusia 1958 va ser la 5a edició de la Volta a Andalusia. La cursa es disputà entre el 2 i el 9 de febrer de 1958, amb un recorregut de 1.216,4 km repartits entre vuit etapes, una d'elles dividida en dos sectors.
El vencedor final fou el mallorquí Gabriel Company, amb poc més de minut i mig sobre el també mallorquí Gabriel Mas, que per segon any consecutiu finalitzava en segona posició. Completà el podi José Gómez del Moral, vencedor de l'edició de 1955. El vencedor de la classificació de la muntanya fou Emilio Hernán, mentre el Lube fou el millor equip.

## Etapes
| Etapa | Data        | Recorregut                      | Km    | Vencedor d'etapa       | Líder de la general  |
| ----- | ----------- | ------------------------------- | ----- | ---------------------- | -------------------- |
| 1ª    | 2 de febrer | Màlaga - Màlaga                 | 64,4  | Jacinto Urrestarazu    | Jacinto Urrestarazu  |
| 2ª    | 3 de febrer | Màlaga - Granada                | 135,0 | José Gómez del Moral   | José Gómez del Moral |
| 3ª A  | 4 de febrer | Granada - Cabra                 | 190,0 | Candelas Domínguez     | José Gómez del Moral |
| 3ª B  | 4 de febrer | Cabra - Còrdova                 | 190,0 | Jacinto Urrestarazu    | José Gómez del Moral |
| 4ª    | 5 de febrer | Cabra - Sevilla                 | 152,0 | Hortensio Vidaurreta   | José Gómez del Moral |
| 5ª    | 6 de febrer | Sevilla - Isla Cristina         | 174,0 | Jacinto Urrestarazu    | José Gómez del Moral |
| 6ª    | 7 de febrer | Huelva - Jerez de la Frontera   | 191,0 | Jesús Davoz            | José Gómez del Moral |
| 7ª    | 8 de febrer | Jerez de la Frontera - La Línea | 170,0 | Antonio Suárez Vázquez | José Gómez del Moral |
| 8ª    | 9 de febrer | La Línea - Màlaga               | 140,0 | Hortensio Vidaurreta   | Gabriel Company      |

## Classificació final
|    | Ciclista             | Equip              | Temps       |
| -- | -------------------- | ------------------ | ----------- |
| 1  | Gabriel Company      | Faema              | 33h 02' 54" |
| 2  | Gabriel Mas          | Mobylette-Caobania | + 1' 36"    |
| 3  | José Gómez del Moral | Lube               | + 1' 36"    |
| 4  | Hortensio Vidaurreta | Mobylette-Caobania | + 3' 23"    |
| 5  | José Urrestarazu     | Mobylette-Caobania | + 4' 59"    |
| 6  | Ángel Guardiola      |                    | + 5' 06"    |
| 7  | Bernardo Ruiz        | Faema              | + 7' 21"    |
| 8  | Rogelio Hernández    |                    | + 8' 12"    |
| 9  | Andrés Martínez      |                    | + 10' 24"   |
| 10 | René Marigil         | Lube               | + 12' 15"   |